# Thyropygus allevatus
Thyropygus allevatus är en mångfotingart som först beskrevs av Karsch 1881.  Thyropygus allevatus ingår i släktet Thyropygus och familjen Harpagophoridae.

## Underarter
Arten delas in i följande underarter:
- T. a. punctatus
- T. a. quietus